# Javorník (Poloniny)
Javorník (ukrajinsky Явірни́к/Javirnyk nebo Яворни́к/Javornik) je horský hřbet a hora (1017 m n. m.) v ukrajinských Karpatech, v masivu Poloniny. Nachází se v okrese Užhorod v Zakarpatské oblasti Ukrajiny, východně od města Velký Berezný. Horský hřbet má protáhlý tvar o délce asi 10 km. Nachází se na hranici ochranného pásma Užanského národního parku. VrchoI je porostlý alpskou trávou, keři borůvek a malin. Svahy hory pokrývají převážně buky a platany, v malé míře rostou i jehličnany. Severovýchodní svah hřebene v nadmořských výškách nad 600-800 m n. m. je pokryt bukovým pralesem, ve kterém stromy dosahují výšky 40-45 m. Plochy bukového pralesa na této hoře byly vytýčeny již v roce 1925 významným československým botanikem Aloisem Zlatnikem. Na rozloze 100 ha se zde rozkládá přírodní památka Hora Javorník (ukrajinsky Гора Яворник).